# Військовий обов'язок в Україні
Військо́вий обов'язок в Україні — встановлений законом обов'язок населення нести військову службу у Збройних Силах України та інших військових формуваннях, утворених відповідно до законодавства. Військовий обов'язок розповсюджується виключно на громадян України чоловічої статі, які мають відповідні якості, зокрема належний стан здоров'я. Цей обов'язок безпосередньо пов'язаний із забезпеченням національної безпеки та реалізацією інших конституційно-значущих завдань. Початок реалізації громадянином військового обов'язку та проходження військової служби надає йому статус військовослужбовця, що передбачає обмеження можливостей реалізації деяких конституційних прав і свобод. Військовий обов'язок містить: підготовку громадян до військової служби; приписку до призовних дільниць; прийняття в добровільному порядку (за контрактом) та призов на військову службу; проходження військової служби; виконання військового обов'язку в запасі; проходження служби у військовому резерві; дотримання правил військового обліку.

## Конституційні та законодавчі засади
Найважливіші питання проходження військової служби врегульовані Конституцією України. Нормою, яка безпосередньо стосується проходження військової служби, є положення ч. 2 ст. 65 Конституції України, згідно із якою «Захист Вітчизни, незалежності та територіальної цілісності України, шанування її державних символів є обов'язком громадян України. Громадяни відбувають військову службу відповідно до закону». Також, згідно з положенням ч. 4 ст. 35 Конституції, «Ніхто не може бути увільнений від своїх обов'язків перед державою або відмовитися від виконання законів за мотивами релігійних переконань. У разі якщо виконання військового обов'язку суперечить релігійним переконанням громадянина, виконання цього обов'язку має бути замінене альтернативною (невійськовою) службою».
Закон України «Про військовий обов'язок і військову службу» (від 25 березня 1992 року № 2232-XII зі змінами) здійснює правове регулювання стосовно загального військового обов'язку і військової служби з метою реалізації громадянами України конституційного обов'язку щодо захисту Вітчизни.
Правовою основою також є Закони України «Про оборону України» (1932-12), «Про Збройні Сили України» (1934-12), «Про мобілізаційну підготовку і мобілізацію» (3543-12), інші закони України та нормативно-правові акти щодо забезпечення обороноздатності держави, виконання військового обов'язку, проходження військової служби, служби у військовому резерві та статусу військовослужбовців, а також міжнародні договори України, згода на обов'язковість яких надана Верховною Радою України.

## Підготовка до військової служби
Згідно статті 8 Закону «Про військовий обов'язок і військову службу», підготовка громадян України до військової служби включає  набуття призовниками теоретичних знань та практичних навичок для самостійної роботи на військовій техніці; удосконалення військових знань і навичок з допризовної підготовки; виховання призовників у дусі готовності до бездоганного виконання конституційного обов’язку щодо захисту Вітчизни. До навчання залучаються призовники, які досягли 17-річного віку, придатні за станом здоров'я до військової служби та підлягають призову на строкову військову службу після закінчення навчання.

## Приписка до призовних дільниць
Громадян, які підлягають приписці до призовних дільниць, називають допризовниками.
Порядок організації та проведення допризовної підготовки визначається Положенням про допризовну підготовку та Положенням про підготовку призовників з військово-технічних спеціальностей, які затверджуються Кабінетом Міністрів України.
Приписка до призовних дільниць — це комплекс заходів, який проводиться з метою прийняття юнаків на військовий облік: визначення стану здоров'я, освітнього рівня, здобутої спеціальності або професії, рівня фізичної підготовки. На підставі отриманих результатів кожному юнаку визначається рід військ для проходження військової служби та спеціальність.
До призовних дільниць приписуються допризовники, яким у рік приписки виповнюється 17 років. Приписці підлягають усі громадяни України чоловічої статі, які постійно або тимчасово проживають на території району чи міста.
Для проведення приписки громадян України до призовних дільниць у районних (міських) військових комісаріатах утворюються комісії, які проводять медичний огляд допризовників, які викликаються на комісію, визначають їх придатність для військової служби.
Комісія з питань приписки може прийняти одне з таких рішень:
- придатний для військової служби та попередньо призначений до служби у Збройних Силах України чи іншому військовому формуванні;
- тимчасово непридатний до військової служби, потребує лікування;
- підлягає направленню на додаткове медичне обстеження та проведення повторного медичного огляду (із зазначенням дати проведення);
- непридатний до військової служби в мирний час, обмежено придатний у воєнний час, підлягає взяттю на облік військовозобов'язаних;
- непридатний до військової служби з виключенням з військового обліку, підлягає виключенню з військового обліку;
- підлягає взяттю на військовий облік військовозобов'язаних як такий, що був раніше засуджений до позбавлення волі, обмеження волі, арешту, виправних робіт за вчинення злочину невеликої або середньої тяжкості, у тому числі із звільненням від відбування покарання;
- підлягає виключенню з військового обліку як такий, що був раніше засуджений до позбавлення волі за вчинення тяжкого або особливо тяжкого злочину.

## Призов на військову службу
На строкову військову службу в мирний час призиваються придатні для цього за станом здоров'я громадяни України чоловічої статі, яким до дня відправлення у військові частини виповнилося 18 років, та старші особи, які не досягли 25-річного[джерело?] віку і не мають права на звільнення або відстрочку від призову на строкову військову службу.
Строки проведення призову громадян України на строкову військову службу на наступний рік визначаються Указом Президента України.
Для проведення призову громадян України на строкову військову службу в районах (містах) утворюються призовні комісії. Вони вповноважені надати призовникам відстрочку від призову за сімейними обставинами, станом здоров'я, для здобуття освіти, проходження служби у військовому резерві та продовження професійної діяльності.
Також комісії можуть звільнити від призову на строкову військову службу в мирний час громадян, які визнані за станом здоров'я непридатними служби; які до дня відправлення на строкову військову службу досягли 27-річного віку;  які виконали обов’язки служби у військовому резерві протягом строків першого та другого контрактів; батько або мати, рідний брат або сестра яких загинули, померли або стали інвалідами під час проходження військової служби або зборів військовозобов'язаних; які пройшли військову службу в інших державах.
Від призову звільняються також громадяни,яким після закінчення вищих навчальних закладів присвоєно військові (спеціальні) звання офіцерського (начальницького) складу.
Голова партії Слуга народу Олександр Корнієнко у 2021 повідомляв, що скасувати примусовий призов до армії можуть уже за два роки. Крім цього, передбачено реформування військкоматів. Воно знаходиться у режимі “очікування” та пов’язано з перспективами України щодо членства в НАТО.
1 лютого президент України Володимир Зеленський підписав указ “Про першочергові заходи щодо зміцнення обороноздатності держави, підвищення привабливості військової служби в Збройних Силах України та поступового переходу до засад професійної армії”. Від 1 січня 2024 року очікується припинення призову українських громадян на строкову військову службу. Перехід відбуватиметься поступово.

## Проходження військової служби
Служба в Збройних Силах України та інших військових формуваннях триває до 18 місяців. Для тих, хто проходить строкову військову службу на кораблях, суднах і в берегових частинах бойового забезпечення Військово-Морських Сил Збройних Сил України та Морської охорони Державної прикордонної служби України, — до 18 місяців; строк для осіб, які мають вищу освіту — до 9 місяців.

### Види військової служби
- строкова військова служба;
- військова служба за контрактом осіб рядового, сержантського і старшинського складу;
- військова служба (навчання) курсантів (слухачів) вищих військових навчальних закладів;
- військова служба за контрактом осіб офіцерського складу;
- військова служба за призовом осіб офіцерського складу. На строкову військову службу в мирний час призиваються придатні до неї за станом здоров'я громадяни, яким до дня відправки у військові частини виповнилося 18 років, та старші особи, які не досягли 27-річного віку і не мають права на звільнення або відстрочку від призову на строкову військову службу.

### Строки військової служби
Законом встановлені такі строки військової служби:
- для солдатів і сержантів, які проходять строкову військову службу в Збройних Силах України та інших військових формуваннях, — до 18 місяців;
- для матросів і старшин, які проходять строкову військову службу на кораблях, суднах і в берегових частинах бойового забезпечення Військово-Морських Сил України, в морських частинах інших військових формувань, — до 18 місяців;
- для осіб, які мають вищу освіту за освітньо-кваліфікаційним рівнем підготовки спеціаліста або магістра, - до 12 місяців;
- для військовослужбовців, прийнятих на посади рядового складу, — 3 роки,
- для військовослужбовців, прийнятих на посади сержантського і старшинського складу, — 5 років;
- для курсантів вищих військових навчальних закладів та вищих навчальних закладів, які мають військові навчальні підрозділи, - час навчання у вказаних закладах;
- для осіб офіцерського складу — 5 років.

### Граничний вік
Розряди запасу та граничний вік перебування військовозобов'язаних у запасі:
1. Запас військовозобов'язаних поділяється на два розряди, що встановлюються залежно від віку військовозобов'язаних.
2. Військовозобов’язані, які перебувають у запасі та мають військові звання рядового, сержантського і старшинського складу, поділяються на розряди за віком:
1) перший розряд - до 35 років;
2) другий розряд - до 60 років.
3. Особи офіцерського складу, які перебувають у запасі, поділяються на розряди за віком:
1) перший розряд:
молодший офіцерський склад - до 45 років;
старший офіцерський склад:
майор (капітан 3 рангу), підполковник (капітан 2 рангу) - до 50 років;
полковник (капітан 1 рангу) - до 55 років;
вищий офіцерський склад - до 60 років;
2) другий розряд:
молодший та старший офіцерський склад - до 60 років;
вищий офіцерський склад - до 65 років.
4. Граничний вік перебування в запасі другого розряду є граничним віком перебування в запасі та у військовому резерві.

## Служба у військовому резерві та зарахування до запасу
Громадяни, які не підлягають призову на військову службу під час мобілізації, можуть у добровільному порядку бути прийняті на службу у військовому резерві Збройних Сил України та інших військових формувань. Для цього вони мають пройти професійно-психологічний відбір, за станом здоров'я бути придатними до служби у військовому резерві та відповідати встановленим вимогам проходження служби у військовому резерві.
У запас Збройних Сил України та інших військових формувань зараховуються громадяни України, які придатні за станом здоров'я до проходження військової служби в мирний або воєнний час. Запас військовозобов'язаних поділяється на дві категорії: перша — військовозобов'язані, які проходили військову службу та здобули під час її проходження військово-облікову спеціальність, друга — військовозобов'язані, які не здобули військово-облікової спеціальності під час проходження військової служби або не проходили військової служби, а також військовозобов'язані-жінки.

## Проблема ухилянтів
Британський тижневик The Economist висвітлює проблему ухилення від військового обов'язку, яка на думку видання, особливо поширена в Одесі. Тут офіцери, які відповідають за набір призовників, влаштовують облави на вулицях, у магазинах та громадському транспорті. Внаслідок цього чоловіки призовного віку, щоб уникнути призову до армії, перестали користуватися громадським транспортом і користуються таксі.